# Reumakirurgi
Reumakirurgien er et område inden for ortopedi som inkluderer kirurgisk behandling af patienter med rheumatisk sygdom. Formålet med disse handlinger er at begrænse sygdomsaktivitet, lindre smerte og forbedre funktion.
Reumakirurgiske indgriben kan opdeles i to hovedgrupper. Den ene er tidligt synovektomi hvor det betændte synovium fjernes for at forhindre spredning og stoppe ødelæggelsen. Den anden hovedgruppe kaldes korrigerende indgreb, dvs. operationer udført efter ødelæggelserne har fundet sted. Blandt disse er ledproteser, fjernelse af løse ben- eller bruskfragmenter, og en række indgreb med henblik på repositionering og / eller stabilisering af leddene.

## Historisk udvikling
Rheumakirurgien opstod i et samarbejde mellem reumatologer og ortopædkirurger i Heinola, Finland, i løbet af 1950'erne.

I 1970 estimerede en norsk undersøgelse at mindst 50% af patienterne med rheumatisk sygdom krævede reumakirurgi som en integreret del af behandlingen. Efter 2000 skiftet fokus for behandling af patienter med reumatiske sygdomme, således at behandling med såkaldte sygdomsmodificerende lægemidler blev vigtigere, mens operationer blev udført mindre hyppigt. At opretholde rekruttering til området har også været en udfordring.